# Gornot ha-Galil
Gornot ha-Galil (hebrejsky גָּרְנוֹת הַגָּלִיל, v oficiálním přepisu do angličtiny Gornot HaGalil) je vesnice typu společná osada (jišuv kehilati) v Izraeli, v Severním distriktu, v Oblastní radě Ma'ale Josef.

## Geografie
Leží v nadmořské výšce 398 metrů, na západním okraji Horní Galileji, cca 12 kilometrů od břehů Středozemního moře a 4 kilometry od libanonských hranic. Osada je situována nad severním svahem kaňonu, kterým protéká vádí Nachal Kaziv. Na protější straně tohoto údolí pak stojí ruiny křižáckého hradu Montfort. Jihovýchodně od osady se nad údolím Nachal Kaziv vypíná vrch Har ha-Glili. Přímo v prostoru vesnice začíná vádí Nachal Galil, které pak směřuje mírně zvlněnou a zalesněnou krajinou k severozápadu, kde u hory Har Uchman ústí do kaňonu vádí Nachal Becet. Na východní straně se rozkládá silně zalesněná oblast, kterou vede vodní tok Nahal Šarach, členěná několika výraznějšími vrcholy jako Har Sar Šalom nebo Giv'at Cachor.
Obec se nachází cca 5 kilometrů severozápadně od města Ma'alot-Taršicha, cca 117 kilometrů severoseverovýchodně od centra Tel Avivu a cca 35 kilometrů severovýchodně od centra Haify. Gornot ha-Galil obývají Židé, přičemž osídlení v tomto regionu je převážně židovské. Zcela židovská je oblast západně odtud, směrem k Izraelské pobřežní planině, i na severní straně při hranicích s Libanonem. Na jižní a východní straně začíná území s vyšším podílem obcí, které obývají izraelští Arabové.
Gornot ha-Galil je na dopravní síť napojen pomocí místní silnice číslo 899, která vede na východ k dalším vesnicím Even Menachem a Šomera a na západ k osadám Ja'ara a Ejlon.

## Dějiny
Vesnice byla založena v roce 1980. Vznikla s podporou Židovské agentury jako součást programu ha-Micpim be-Galil (המצפים בגליל, doslova „Galilejské vyhlídky“), který v Galileji vytvářel nové vesnice, jež měly posílit židovské demografické pozice v oblastech s dosavadní převahou Arabů. Vyrostla poblíž již etablované vesnice Goren. Zakladateli nové osady byli obyvatelé z okolních vesnic.
V Gornot ha-Galil fungují zařízení předškolní péče. Základní škola je ve vesnici Becet. Obec slouží jako sídlo úřadů Oblastní rady Ma'ale Josef. V roce 2003 zde žilo 48 rodin a výstavba dalších 34 domů se zde plánovala. Ekonomika je založena na službách a podnikání. Část obyvatel dojíždí za prací mimo obec.

## Demografie
Obyvatelstvo je sekulární. Podle údajů z roku 2014 tvořili naprostou většinu obyvatel v Gornot ha-Galil Židé - cca 100 osob (včetně statistické kategorie "ostatní", která zahrnuje nearabské obyvatele židovského původu ale bez formální příslušnosti k židovskému náboženství, cca 200 osob).
Jde o menší sídlo vesnického typu s dlouhodobě stagnující populací. K 31. prosinci 2014 zde žilo 158 lidí. Během roku 2014 populace stoupla o 1,3 %.
| Rok            | 1983 | 1995 | 2001 | 2003 | 2004 | 2005 | 2006 | 2007 | 2008 | 2009 | 2010 | 2011 | 2012 | 2013 | 2014 |
| -------------- | ---- | ---- | ---- | ---- | ---- | ---- | ---- | ---- | ---- | ---- | ---- | ---- | ---- | ---- | ---- |
| Počet obyvatel | 156  | 197  | 195  | 173  | 174  | 185  | 166  | 168  | 168  | 175  | 172  | 160  | 154  | 156  | 158  |